# 白老港
白老港（しらおいこう）は、北海道白老郡白老町にある港湾。港湾法上の「地方港湾」に指定されている。港湾管理者は白老町。

## 概要
苫小牧港と室蘭港の中間に位置し、道央自動車道経由で新千歳空港まで約35分、札幌市まで約60分の距離にある。1982年（昭和57年）に新規着工した北海道内で最も新しい港であり、北海道内の地方港湾の中で取扱貨物量が第1位になっている（フェリー貨物除く）。2013年（平成25年）に-11 m岸壁を擁する第3商港区が供用開始した。港の背後地に分譲用地を整備しているほか、周辺には日本製紙北海道工場白老事業所や工業団地（石山特別工業団地、石山工業団地）がある。港では『元気まちしらおい港まつり』やいぶり中央漁業協同組合による『朝市・夕市』を開催している。

## 港湾施設
主な港湾施設は次の通り。
係留施設
- 漁港区
  - 第1岸壁
  - 第2岸壁
- 東埠頭
  - 第1岸壁
  - 第2岸壁
- 中央埠頭
  - 第1岸壁
  - 第2岸壁
  - 第3岸壁
  - 第4岸壁
- 西埠頭
  - 第1岸壁

保管施設
- 公共中央1号上屋

港内施設
- インカルミンタル「眺望の広場」
- 緑地「汐音ひろば」

## 沿革
- 1970年（昭和45年）：北海道港湾懇談会において白老港委員会を設置[8]。
- 1982年（昭和57年）：「白老港港湾計画基本構想」策定[8]。白老港港湾区域認可[8]。着工式[8]。
- 1988年（昭和63年）：白老港湾振興会設立[8]。
- 1990年（平成02年）：「白老港港湾計画基本構想」改訂[8]。漁港区の一部供用開始[8]。開港記念式典開催[8]。
- 1991年（平成03年）：親水護岸（インカルミンタル）が『日本港湾協会技術賞』受賞[8][9]。
- 1995年（平成07年）：第1商港区一部供用開始[8]。
- 1998年（平成10年）：汐音ひろば完成[8]。
- 1999年（平成11年）：「白老港港湾計画基本構想」改訂[8]。
- 2001年（平成13年）：第2商港区、公共埠頭1号上屋供用開始[8]。白老港港湾事務所完成[8]。
- 2005年（平成17年）：「白老港港湾計画基本構想」改訂[8]。
- 2006年（平成18年）：初の外国貨物船、外国客船入港[8]。
- 2009年（平成21年）：「白老港港湾計画基本構想」一部変更[8]。
- 2013年（平成25年）：第3商港区供用開始[8][4]。
- 2014年（平成26年）：アメリカ陸軍の機材を積んだコンテナ船入港[10][11]。